# Gonzo (empresa)
Gonzo (株式会社ゴンゾ, Kabushiki Gaisha Gonzo), frequentemente estilizado como GONZO, é um estúdio de animação japonesa , que pertence ao grupo GDH. Em Junho de 2006, fez um grande acordo com o canal de animes Animax para a exibição dos seus animes no canal. Muitos desses animes do estúdio estiveram presentes em varias filiais do canal pelo mundo, o que incluía extinto Animax da América Latina. 
Empresas pertencentes ao grupo GDH:
- GDH K.K.
- GONZO K.K.
- G-creators K.K.
- Future Vision Music K.K.
- GDH CAPITAL K.K.
- GONZO Rosso Online K.K.

## História
- Setembro de 1992: GONZO Inc. é criada.
- Maio de 1996: Digimation K.K. é criada.
- Maio de 1999: GONZO Inc. muda de nome para GONZO K.K.
- Fevereiro de 2000: GDH é criada.
- Maio de 2000: Creators.com K.K. é criada
- Abril de 2002: GONZO K.K. e Digimation K.K. se unem; e com isso o nome a empresa passa a se chamar GONZO DIGIMATION K.K.
- Novembro de 2003: Future Vision Music K.K. é criada.
- Julho de 2004: Gonzo Dijimation K.K. muda de nome para GONZO K.K.; Creators.com K.K. muda de nome para G-creators K.K.; GONZO DIGIMATION HOLDING muda de nome para GDH K.K.
- Julho de 2005: GONZINO K.K. é criada.
- Setembro de 2005: Warp Gate Online K.K. se torna uma subsidiaria.
- Dezembro de 2005: GDH CAPITAL K.K. é criada e Warp Gate Online K.K. muda de nome para GONZO Rosso Online K.K.

## Trabalhos

### Séries de TV

#### 2018
- Hinomaru Zumou

#### 2017
- Janeiro- Akiba's Trip The Animation
- Julho- 18if

#### 2014
- Abril- Blade & Soul

#### 2013
- Abril- Zettai Bōei Leviathan[1]
- Julho- Inu to Hasami wa Tsukaiyō
- Julho- A Town Where You Live[2]

#### 2012
- Março- Ozuma (com o LandQ Studios)

#### 2011
- Julho- Nyanpire
- Outubro- Last Exile: Fam, The Silver Wing

#### 2009
- Janeiro- The Tower of Druaga: the Sword of URUK
- Abril- Saki, Shangri-La

#### 2008
- Janeiro- Rosario + Vampire[3]
- Abril- The Tower of Druaga: the Aegis of Uruk, Special A, Blassreiter
- Julho- Strike Witches
- Outubro- Rosario + Vampire Capu2..,[3] Linebarrels of Iron

#### 2007
- Outubro - Dragounaut - The Resonance
- Abril - Romeo x Juliet, Bokurano, Kaze no Stigma, Seto no Hanayome
- Janeiro - Afro Samurai & Getsumen Toheiki Mina

#### 2006
- Outubro - Red Garden & Pumpkin Scissors
- Julho - Welcome to the N.H.K.
- Abril - Garasu no Kantai & Witchblade

#### 2005
- Outubro - SoltyRei & Black Cat
- Densha Otoko Animação de Abertura.
- Agosto - G.I. Joe: Sigma 6
- Julho - Transformers: Cybertron
- Trinity Blood
- Abril - Basilisk & Speed Grapher

#### 2004
- Outubro - Desert Punk (Sunabouzu) & Gankutsuou
- Junho - Samurai 7
- Abril - GANTZ & Burst Angel
- Janeiro - Gravion Zwei

#### 2003
- Novembro - Chrono Crusade
- Outubro - Peacemaker Kurogane
- Abril - Kaleido Star, Last Exile & Gad Guard
- Fevereiro Digigirl Pop! STRAWBERRY&POP MIX FLAVOR

#### 2002
- Outubro - Kiddy Grade & Gravion
- Julho - Saikano
- Abril - Gatekeepers 21
- Janeiro - Full Metal Panic!

#### 2001
- Novembro - Zaion: I Wish You Were Here
- Outubro - Final Fantasy: Unlimited, Hellsing & Vandread the Second Stage
- Julho - Samurai Girl: Real Bout High School

#### 2000
- Outubro - Vandread
- Abril - Gate Keepers

### OVAs
- 2007 (Em projeto) Bakuretsu Tenshi -Infinity-, Strike Witches
- 2004 Kaleido Star Aratanaru Tsubasa Extra Stage
- 2002-2005 Sentou Yousei Yukikaze
- 1999-2000 Melty Lancer THE ANIMATION
- 1998-2000 Blue Submarine No. 6

### Filmes
- Julho 2007 Kappa no Coo to Natsuyasumi
- Janeiro 2006 Gin-iro no Kami no Agito
- Julho 2006 Brave Story

### Jogos
- 1998: Radiant Silvergun - Contribuição para as sequencias em anime
- 1998: Lunar 2: Eternal Blue (Saturn remake) - Contribuição para as sequencias em anime
- 1996: Lunar: Silver Star Story (Saturn remake) - Contribuição para as sequencias em anime

### Videoclipes
- 2008: Forsaken do Dream Theater
- 2004: Breaking the Habit do Linkin Park